# جون دروري
جون دروري (بالإنجليزية: John Drury)‏ هو صحفي ومذيع أخبار أمريكي، ولد في 4 يناير 1927 في بيوريا في الولايات المتحدة، وتوفي في 25 نوفمبر 2007 في ويتون في الولايات المتحدة بسبب تصلب جانبي ضموري.